# 에두아르두 루이스
에두아르두 루이스 마르케스 크루스 고메스(포르투갈어: Eduardo Luís Marques Kruss Gomes, 1955년 12월 6일, 리스보아 지방 로르스 ~)는 에두아르두 루이스(포르투갈어: Eduardo Luís)로 알려진 포르투갈의 전직 축구 중앙 수비수이자 감독이다.

## 클럽 경력
리스보아 지방 로르스 출신인 에두아르두 루이스는 벤피카의 유소년부에서 성장했지만, 마리티무에서 프로 무대 신고식을 치렀다. 그는 이후 1975-76 시즌에 친정 구단에 입단했지만, 프리메이라 디비상 경기에 3번 출전하는데 그쳤고, 이후 마데이라 연고 구단으로 복귀해 소속 구단이 1년차에 세군다 디비상에서 승격하고, 4년 동안 1부 리그 무대에서 2경기만 결장하고 꾸준히 활약했다.
1981년, 마리티무는 다시 2부 리그로 강등되었고, 에두아르두 루이스는 "또다시" 승격에 일조하는 과정에 모든 경기를 개근했다. 1982년 여름, 그는 포르투로 이적해 7년 중 2년을 북부 연고 구단의 주전으로 활약했다. 그가 거둔 단일 시즌 최다 출전 횟수는 1986-87 시즌 27번의 경기에 출전(2골 득점)하여 준우승을 거둔 것으로, 같은 해 타사 드 포르투갈 4강에 진출했고, 바이에른 뮌헨과의 1987년 유러피언컵 결승전에 90분을 소화해 2-1 승리에 일조했다.
1989년, 33세의 에두아르두 루이스는 포르투를 떠나 2부 리그의 히우 아브로 이적했다. 그는 캐나디언 내셔널 사커 리그의 토론토 퍼스트 포르투기스에 잠깐 머물다가 포르투갈 무대로 복귀했고, 3부 리그의 오바렌스에 입단해 1년차에 2부 리그 승격을 이루었다.
에두아르두 루이스는 은퇴 1년 후 지도자의 길에 입문했다. 이후, 그는 2부와 3부 리그의 10개 구단 이상을 전전했고, 그동안 거둔 최고의 성과는 아베스를 이끌고 4위에 올라 1995-96 시즌 4위에 오른 것이었다.(승격하지는 못했다)

## 국가대표팀 경력
1980년 9월 24일, 1-3으로 패한 이탈리아와의 친선경기에서 포르투갈 국가대표팀 첫 경기를 치른 에두아르두 루이스는 7년 가까이 8번의 경기에 출전했다. 그는 유로 1984에 참가할 선수단 목록에 이름을 올렸지만, 4강에 오른 포르투갈의 경기에 1번도 출전하지 못했다.